# Erythroxylum betulaceum
Erythroxylum betulaceum là một loài thực vật có hoa trong họ Erythroxylaceae. Loài này được Mart. mô tả khoa học đầu tiên năm 1843.